# Juan Bautista Cabral
Juan Bautista Cabral, ampliamente conocido como sargento Cabral (Saladas, Corrientes, 24 de junio de 1789-San Lorenzo, 3 de febrero de 1813) fue un soldado argentino destacado en las luchas por la independencia de su país. De origen afroindígena y perteneciente al Regimiento de Granaderos a Caballo, Cabral murió al finalizar el Combate de San Lorenzo, tras socorrer heroicamente al entonces Coronel José de San Martín, cuyo caballo había caído durante el combate. La providencial acción de Cabral en el bautismo de fuego de las fuerzas argentinas figura de manera conspicua en la iconografía patriótica.

## Biografía
Es poco lo que se conoce de la vida de Cabral. Se sabe que nació en el entonces Virreinato del Río de la Plata en el municipio de Saladas (actual Provincia de Corrientes), y que era hijo de José Jacinto (padre de crianza), un indígena guaraní, y la esclava de origen angoleño Carmen Robledo, ambos al servicio del estanciero criollo Luis Cabral (padre de sangre).
Cuando contaba con unos 23 años de edad se incorporó al ejército en un contingente reclutado por el gobernador de Corrientes, Toribio de Luzuriaga. Enviado a Buenos Aires, ingresó en 1813 al segundo escuadrón del recién creado Regimiento de Granaderos a Caballo.
De acuerdo a la biografía que transmite Pastor Obligado, su diligencia y capacidad de mando le granjearon galones de cabo para diciembre de ese año, y de sargento al siguiente; la que recoge Bartolomé Mitre en su monumental Historia de San Martín y de la Emancipación Americana, por el contrario, lo hace soldado raso a la fecha del combate.
Independientemente de su grado, se dice que su acción crucial tuvo lugar a poco de comenzada la refriega, cuando el fuego enemigo derribó la montura de San Martín y aprisionó a éste debajo de su caballo. Desafiando la tropa enemiga, que se aproximaba cargando con bayonetas, Cabral desmontó y ayudó al coronel a incorporarse; los detalles exactos de la acción no se saben, pero en algunas interpretaciones, Cabral interpone su cuerpo como escudo entre las bayonetas realistas y San Martín, arrojándose ante ellas antes de que alcanzaran a su líder militar, lo que demostró su gran valentía y honor para salvar a quien luego sería nombrado General. Con todo, resultó gravemente herido en la acción. No murió en el campo de batalla, sino en el refectorio del vecino convento de San Lorenzo, utilizado como hospital de campaña tras el enfrentamiento. La leyenda, iniciada en una carta dirigida por San Martín a la Asamblea del Año XIII, le adjudica en su lecho de muerte la máxima «Muero contento, mi General, hemos batido al enemigo»:

No puedo prescindir de recomendar particularmente a la familia del granadero Juan Bautista Cabral natural de Corrientes, que atravesado el cuerpo por dos heridas no se le oyeron otros ayes que los de viva la patria, muero contento por haber batido a los enemigos
San Martín, carta a la Asamblea

Según Mitre le fue concedido el grado de sargento post mortem, en mérito a su arrojo en la batalla.[cita requerida]
Fue sepultado cerca del pino histórico del convento. Juan Bautista Cabral era un granadero sin rango. Fue inhumado con sus otros trece compañeros de gloria, junto al muro sur del cementerio del Convento de San Carlos.

### Controversia por su tono de piel
Inicialmente, su color de piel no estaba del todo claro. Una multitud de historiadores y de la población argentina lo dio por blanco en un inicio. Se le ha representado de esta forma en múltiples ocasiones, e incluso los que lo representaban de piel negra, no lo hacían con sus rasgos africanos típicos, si no de tez morena y con rasgos guaraníes. Incluso hoy en día, algunos permanecen escépticos a pensar que fuera negro, e incluso se rechaza la idea de que era un esclavo liberto.

## Legado y homenajes
El general San Martín hizo erigir un modesto cenotafio en el antiguo campo de combate en memoria de Cabral. A su regreso a Buenos Aires, hizo colocar sobre la puerta de entrada del cuartel de Granaderos, en el Retiro, un tablero oval con la inscripción: «Al soldado Juan Bautista Cabral. Murió en la acción de San Lorenzo el 3 de febrero de 1813. Sus compañeros le tributan esta memoria». Desde el jefe hasta el último soldado debían saludar esta inscripción cuando ingresaban al cuartel. Esa orden se mantiene hoy día en cada formación de la tarde del Regimiento de Granaderos a Caballo cuando un suboficial en las filas debe gritar presente.
La historia lo ha convertido en un héroe nacional, y existen numerosos monumentos erigidos en su honor: figura prominente en el texto de la Marcha San Lorenzo, obra de Carlos Javier Benielli y Cayetano Alberto Silva que expresa «Cabral Soldado Heroico, cubriéndose de gloria, cual precio a la victoria, su vida rinde, haciéndose inmortal. Y allí salvó su arrojo, la libertad naciente de medio continente, honor, honor al Gran Cabral»; nótese que el poeta mendocino al anotar el grado del correntino pone genéricamente Soldado, evitando caer en el tema de la Sargentia Discutida de la que tanto han hablado Pedro Pablo Haas en su libro Cabral Sargento Epónimo, luego editado en 2004 como Cabral Soldado Heroico y el Profesor Horacio Fórmica en sus Trabajos del Congreso Sanmartiniano del Regimiento de Granaderos en 2013.[cita requerida]
También se encuentran homenajes en un tango de Manuel Campoamor, Sargento Cabral, que recuerda la hazaña. Asimismo sucede también en un chamamé, típica música correntina que lo homenajea.
En su honor, la Escuela de Suboficiales del Ejército, con asiento en la Guarnición de Ejército «Campo de Mayo», lleva su nombre.